# Пыль под солнцем
«Пыль под солнцем» — советский фильм 1977 года, снятый Литовской киностудией и киностудией Мосфильм. Режиссёр фильма — Марийонас Гедрис.

## Сюжет
Фильм о подавлении мятежа (см. Мятеж Муравьёва) в Симбирске, поднятого в июле 1918 года левым эсером М. А. Муравьевым, в то время командующим Восточным фронтом Красной Армии. В операции принимали участие глава симбирских большевиков Иосиф Варейкис и командующий Первой армией Михаил Тухачевский.

## В ролях
- Тимофей Спивак — Иосиф Варейкис[3]
- Пётр Вельяминов — Михаил Муравьёв[3]
- Александр Овчинников — Михаил Тухачевский[3]
- Геннадий Юхтин — Корней Потапов, чекист[3]
- Владимир Заманский — Шитов, эсер[3]
- Светлана Пенкина — Анна Михайловна Колесникова, секретарь Варейкиса
- Антанас Шурна  — Марюс, командир интербригады [3]
- Владимир Носик — Медведь
- Николай Бармин — Николай Михайлович Призванов
- Владимир Новиков — Банников[3]
- Алексей Ванин — Иванов, командующий Сибирской группы войск
- Виктор Маркин — Иванов, начфин штаба Муравьева[3]
- Борис Романов — художник
- Николай Горлов — красноармеец[3]